# Flik 72J
A Fliegerkompanie 72J vagy Jagdflieger-Kompanie 72 (rövidítve Flik 72J, magyarul 72. vadászrepülő-század) az osztrák-magyar légierő egyik repülőszázada volt.

## Története
A századot az ausztriai Straßhofban állították fel és kiképzése után 1918. január 14-én az olasz hadszíntérre, San Fior di Soprába irányították. 1918 júniusában a 6. hadsereg alárendeltségében vett részt a sikertelen Piave-offenzívában.
A háború után a teljes osztrák légierővel együtt felszámolták.

## Századparancsnokok
- Herba Ede főhadnagy
- Josef Hoffmann von Ostenhof főhadnagy

## Századjelzés
Miután 1918 április 14-én a 6. hadseregben elrendelték a repülőszázadok megkülönböztető jelzéseinek használatát, a Flik 72J repülőgépeinek keréktárcsáját teljes egészében feketére festették, a pilótafülke mögött pedig függőleges fekete törzsgyűrűt helyeztek el a géptörzsön. A gyűrűbe az egyes repülőgépet kódoló betű vagy számjelzés került.   

## Alkalmazott repülőgéptípusok
- Aviatik D.I